# コケコゴメグサ
コケコゴメグサ（苔小米草、学名： Euphrasia kisoalpina Hid.Takah. et Ohba）は、ハマウツボ科コゴメグサ属に分類される一年草の高山植物の1種。半寄生植物といわれる。従来の新エングラー体系、クロンキスト体系では、ゴマノハグサ科に分類されていた。高橋秀男が昭和53年に新種として発表した。

## 特徴
草丈は高さ2-6 cmと非常に小さい。茎には下向きの屈毛とやや開出する腺毛がある。茎は分枝しない個体が多い。葉は長さ3-5 mm、幅2.5-4.5 mmの広倒卵形で両面に細毛と腺毛がある。葉の牙歯は1対（まれに2対）。苞はやや多肉質で、密集して多数が重なるようにつく。花冠は白色で紫色のすじがあり、長さ3.5-5.5 mm、花柱はやや太く、長さ約4 mm、花柱は少し肥大し、先は著しく湾曲して花冠外につきでない。下唇の中裂片に黄色の斑がある。花柱の上半分は下向きに湾曲する。葯の長さは0.8-1 mm、花糸は短花糸で1.5-1.7 mm、長花糸で2.2-2.5 mm。萼は鐘形で長さ4 mm、2深裂し、裂片は浅裂する。花期は7月下旬-8月中旬。

## 分布と生育環境

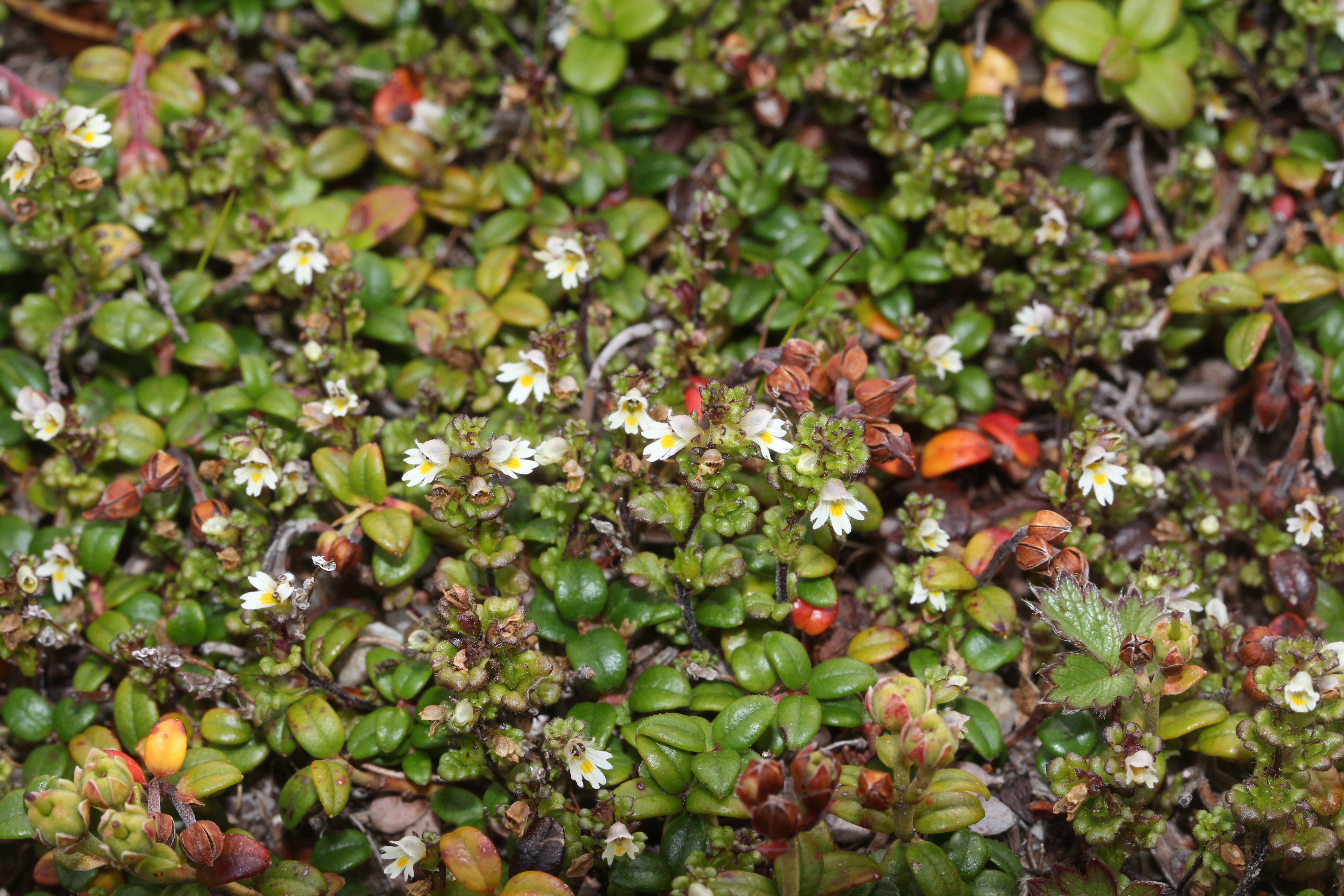
高山帯の風当たりの強い乾いた草地に生育するコケコゴメグサ、コメバツガザクラと混生

日本の固有種。本州の木曽山脈（将棊頭山、濃ヶ池付近、伊那前岳、木曽駒ヶ岳、中岳、極楽平、檜尾岳、空木岳など）に分布する個体数は少ないが、木曽山脈の主要部の全域にわたっている。基準標本は木曽駒ヶ岳のもの。ヒメウスユキソウ（コマウスユキソウ）と共に木曽山脈の固有種。
高山帯の風当たりの強い乾いた草地や岩場に生育する。ヒメウスユキソウが生育する砂礫地などで見られる。

## コバノコゴメグサとの識別ポイント
同属で同じミヤマコゴメグサ群のコバノコゴメグサとの識別ポイントを下表に示す。茎や萼に腺毛があり、萼は上下に深裂し、裂片はさらに浅く裂け、先は尖らない共通の特長がある近縁種で、本種が花柱の上半分が湾曲するのに対して、コバノコゴメグサは花柱がまっすぐ。
| 和名 学名                                    | 画像                                                                            | 識別のポイント |
| -------------------------------------------- | ------------------------------------------------------------------------------- | --- |
| コケコゴメグサ E. kisoalpina                 | コケコゴメグサ、木曽山脈の木曽駒ヶ岳、長野県木曽郡木曽町にて、2016年8月10日撮影 | 高さ2-6 cm 花柱の上半分は湾曲する 分布域：本州（木曽山脈） 7月下旬-8月中旬                                                |
| コバノコゴメグサ E. insignis subsp. insignis | コバノコゴメグサ、赤石山脈、長野県飯田市にて、2014年7月25日撮影                 | 高さ3-15 cm 花柱はまっすぐ 分布域：本州（那須山地、日光山、秩父山地、八ヶ岳、赤石山脈など）の主に太平洋側 開花時期：8-9月 |

本種とコバノコゴメグサとの外部形態の比較を下表に示す。
| 項目       | 項目       | コケコゴメグサ E. kisoalpina          | コバノコゴメグサ E. insignis subsp. insignis |
| ---------- | ---------- | ------------------------------------- | -------------------------------------------- |
| 花冠の長さ | 花冠の長さ | 3.5-5.5 mm                            | 8-11 mm                                      |
| 雄ずい     | 葯長       | 0.8-1.0 mm                            | 1.5-1.7 mm                                   |
| 雄ずい     | 短花糸     | 1.5-1.7 mm                            | 2.5-2.7 mm                                   |
| 雄ずい     | 長花糸     | 2.2-2.5 mm                            | 約4.5 mm                                     |
| 花柱       | 長さ       | 約4 mm                                | 6-9 mm                                       |
| 花柱       | 形状       | 先は緩やに湾曲して 花冠外へつきでない | 先は著しく湾曲して 花冠外へつきでる          |
| 葉         | 長さ       | 3-5 mm                                | 4-8 mm                                       |
| 葉         | 幅         | 2.5-4.5 mm                            | 3-6 mm                                       |
| 葉         | 牙歯の数   | 1対（まれに2対）                      | 2-3対                                        |
| 茎         | 高さ       | 3-6 cm                                | 3-18 cm                                      |
| 茎         | 分枝       | 単純 まれに分枝する                   | 多くは分枝する 時に単純                      |

## 種の保全状況評価
分布する個体数は少ない。
環境省によるレッドリストの絶滅危惧II類（VU）の指定を受けていて、分布域の長野県では絶滅危惧IB類の指定を受けている。
絶滅危惧II類 (VU)（環境省レッドリスト）